# 景城県
景城県（けいじょう-けん）は中華人民共和国河北省にかつて存在した県。現在の滄州市滄県西部に相当する。
前漢により設置された成平県を前身とする。598年（開皇18年）、隋朝により景城県と改称された。1073年（熙寧6年）に廃止されている。